# Epenteză
În lingvistică, termenul epenteză (cf. fr  épenthèse, el  ἐπένθεσις epenthesis „adăugare înăuntru, intercalare” < epi „pe” + en „în” + thesis „așezare”), preluat din retorică, denumește o schimbare fonetică ce constă în introducerea unui sunet nemotivat etimologic în interiorul unui cuvânt. Este practicată în general pentru ușurarea pronunțării unor grupuri de sunete. Acestea nu sunt aceleași în orice limbă. Vorbitorii o aplică în mod spontan, de exemplu în cursul asimilării unor împrumuturi cu grupuri de sunete neobișnuite în limba lor.
În unele cazuri, epenteza a avut loc într-o anumită perioadă a istoriei limbii. În cazul evoluției cuvintelor, în limba actuală unele din acestea nu au variantă fără epenteză. Aceasta există și în limba actuală, ca fenomen morfofonologic care participă la adăugarea afixelor gramaticale și lexicale, la formarea cuvintelor compuse etc. Din punct de vedere lexicologic produce variante de cuvinte care coexistă.

## În istoria limbii
Epenteza a participat la evoluția cuvintelor moștenite din limba bază a limbii considerate sau în procesul de integrare a împrumuturilor. Iată exemple în câteva limbi.
În limba română se poate aminti epenteza în evoluția unui cuvânt moștenit ca mistreț, din mixticium, cu epenteza lui r. De asemenea, cuvintele latinești panem, canem au dat în mod normal pâne, respectiv câne, dar au apărut și variantele pâine, câine, cu epenteza lui i semivocalic [j]. Cele din urmă au fost adoptate de varietatea standard a limbii, iar primele au rămas variante regionale.
Sunt mai frecvente împrumuturile cu epenteză. Din slavă s-au preluat zglobiu < zlobivŭ (epenteza lui g) sau îmblăti (regional) „treiera” < mlatiti (epenteza lui b), din turcă dambla < damla, din franceză castron < casserole (epenteza lui t).
În limbile italiană și portugheză, cuvântul latinesc hibernum a fost moștenit sub forma inverno „iarnă”, cu epenteza lui n.
Vorbitorii limbii ruse neavând obiceiul pronunțării hiatului între două vocale din silabe diferite, standardul acestei limbi a adaptat împrumuturile cu hiat între [i] și [a] introducând sunetul [j] între aceste vocale, ex. Персия [persija] < Persia, ария [arija] „arie” (în muzică) < it  aria. Același fenomen este prezent și în diasistemul slav de centru-sud (bosniacă, croată, muntenegreană, sârbă, prescurtat BCMS), ex. hr  arija < it  aria.
În limba maghiară veche nu erau grupuri de consoane la început de cuvânt, de aceea unele împrumuturi relativ timpurii au fost integrate cu introducerea unei vocale între consoanele grupului, de exemplu în cuvinte slave precum király „rege” < BCMS kralj (epenteza lui i), sau românești, ca palacsinta „clătită” < plăcintă (epenteza lui a).
Aceste cazuri de epenteză, fiind proprii varietății standard a limbilor, sunt marcate și în scris.

## În limba actuală

### În standard
În varietatea standard a unor limbii există epenteza unor sunete de legătură între morfeme, adică între elemente ale unor cuvinte compuse, între radicalul cuvintelor și sufixe de derivare (lexicale) sau gramaticale, inclusiv desinențe, ori între sufixe. Poate de asemenea exista sunet de legătură între cuvinte independente. Aceste cazuri de epenteză sunt de asemenea marcate în scris.

#### În cuvinte compuse
În limbile romanice este prezentă vocala de legătură -o- între elementele unor cuvinte compuse, mai ales în limbajele de specialitate. Exemple în franceză și în română sunt latino-américain „latino-american”, gallo-romain „galo-roman”, franco-suisse „franco-elvețian”, cocaïnomane „cocainoman”. O altă vocală de acest fel este -i-, de exemplu în insecticide „insecticid” sau în cancérigène „cancerigen”. Cel din urmă este concurat în franceză de cancérogène.
Compunerea cu -o- se găsește și în limbi slave, de pildă în BCMS: romanopisac „scriitor de romane”. Mai rar, -e- este de asemenea vocală de legătură, bunăoară în očevidan „evident” (< oči „ochi” + vidan „vizibil”).
Și în limbi germanice există sunet de legătură în unele cuvinte compuse. În germană acesta este consoana -s-, la origine desinență a genitivului, de exemplu în Tageslicht „lumină de zi”.

#### Între radical și un sufix, sau între sufixe
În unele limbi, cum sunt cele romanice, sunetul de legătură înaintea unui sufix este mult mai puțin frecvent decât în maghiară, de pildă. Articolul este o parte de vorbire aparte, dar în română, cel hotărât enclitic se comportă ca un sufix. Forma sa -l de masculin și neutru singular se leagă de cuvântul articulat cu vocala de legătură -u- [u], dacă cuvântul se termină în consoană (caz foarte frecvent), sau în unele vocale (cazuri rare). Exemple: scaunul, radioul, tabuul, piureul. Și înaintea articolului hotărât feminin singular -a există -u- de legătură, dar semivocalic ([w]), în rarele cuvinte terminate în a accentuat, ex. cafeaua.
În limba spaniolă există consoana de legătură -c- [s] înaintea sufixului diminutiv -ito, deși nu în mod sistematic: avión > avioncito „avionaș”. Și în română există un asemenea element, dar format nu dintr-un sunet, ci din două. Se află tot înaintea unui sufix diminutiv, -iță, și tot nesistematic, de pildă în frunzuliță.
În maghiară, sufixele cu sunet de legătură sunt relativ multe. Poate fi numai o vocală și se află înaintea sufixelor care încep cu consoană, fie gramaticale, fie lexicale, mai ales înaintea unui element de cuvânt care se termină în consoană sau, uneori, în vocală. Altă trăsătură a vocalelor de legătură este că se armonizează cu vocala/vocalele din elementele precedente ale cuvântului, în conformitate cu regulile armoniei vocalice. De exemplu, unul din sufixele de formare a adverbelor, -n, se adaugă cu vocalele de legătură -a-, -e- sau -o- la adjectivele terminate în consoană sau în unele vocale: gyors „rapid” > gyorsan „repede”, érthető > érthetően „inteligibil”, szabad > szabadon „liber”. Ca alt exemplu, desinența cazului acuzativ, -t, se adaugă, cu vocalele de legătură -e-, -o-, -ö- sau -a- la radicalii sau la sufixele terminate în unele consoane sau în două consoane: voks „vot” > voksot, szék „scaun” > széket, ökör „bou” > ökröt, hal „pește” > halat.

#### Între cuvinte independente
Sunetul de legătură între cuvinte independente este bine reprezentat în franceză prin fenomenul numit liaison „legătură”. Acest sunet poate fi numai o consoană, și legătura are loc numai dacă cuvântul următor începe cu vocală, astfel formându-se un singur cuvânt din punct de vedere prozodic. Consoana în cauză există aproape totdeauna în scris la sfârșit de cuvânt, dar nu este pronunțată în afara cazurilor de legătură.
Legătura se face, de exemplu, după forme verbale terminate în unele consoane, printre care z sau t, în construcțiile cu topica verb + pronume: pensez-y ! „gândiți-vă (la aceasta)!”, est-il ? „este el?” În mod analog cu ultimul caz, se face legătura prin [t], scris cu acest scop t, dacă verbul se termină în vocală pronunțată sau numai scrisă, la persoana a III-a singular: va-t-il ? „merge el?”, coupe-t-il? „taie el?”.

## În varietăți nestandard
În varietăți nestandard ale limbii, precum cele regionale sau de registru de limbă, ori în vorbirea individuală pot exista variante de cuvinte cu epenteză în opoziție cu variante fără epenteză în standard.
În română există, de pildă, epenteza lui i semivocalic [j] în cuvinte ca straichină sau oichi în Oltenia, față de strachină, respectiv ochi în standard. De asemenea, în graiuri din vest se întâlnește epenteza lui c între s și l: sclab vs. slab.
Un exemplu în unele varietăți regionale ale limbii engleze este epenteza semivocalei [j] înaintea consoanelor palatale și velare, care provoacă diftongarea vocalei precedente, ex. bag [bæjg] vs. [bæg] „geantă”.
Epenteza unor semivocale, prin urmare diftongarea unor vocale se găsește și în dialecte ale limbii maghiare, ex. kéz [keːjz] vs. [keːz].
Epenteza poate fi și un fenomen de registru de limbă, în general de registru popular, de exemplu, în română, hirean < hrean.
Sunt individuale cazurile de epenteză care nu sunt caracteristice pentru o varietate de limbă (nesistematice), adică numai unii vorbitori ușurează astfel pronunțarea unor anumite grupuri de sunete, sau introduc sunete din alte motive, de exemplu necunoașterea formei standard.
Unor vorbitori le este greu să pronunțe anumite grupuri de consoane, de aceea introduc o vocală între acele consoane. Exemple în engleză sunt athlete [ˈæθəliːt] vs. [ˈæθliːt] „atlet”, chimney [ˈtʃɪminiː] vs. [ˈtʃimniː] „coș (de fum)”, incredible [inkəˈredɪbl] vs. [inˈkredɪbl].
În unele limbi, unii vorbitorii caută să evite hiatul între vocale, deși în standardul limbii lor nu se prevede aceasta, cel puțin în cazul unor cuvinte. Un exemplu în franceză este crier „a țipa”, cu pronunțarea standard [kʀiˈe], cu epenteză pentru evitarea hiatului – [kʀiˈje]. Un exemplu în rusă este скорпион „scorpion”, în standard [skərpʲɪˈon] vs. [skərpʲɪjon].
Un exemplu de epenteză cauzată de necunoaștere este, de pildă în BCMS, konstantirati vs. konstatirati „a constata”.
Epenteza individuală poate fi și conștientă, intenționată, fiind o figură de stil din categoria figurilor de sunet, folosită din motive stilistice sau pentru obținerea numărului necesar de silabe în vers. Uneori constă în folosirea unor cuvinte cu epenteză din registrul popular, de exemplu în versurile
hu  Nem is adtam a lelkemet bérbe; / Négy garajcár úgyse sokat érne literal „Nici nu mi-am dat sufletu-n chirie; / Patru creițari tot n-ar face mult” (János Arany) – garajcár, cu epenteza lui a, în loc de krajcár „creițar”.
Alteori epenteza stilistică este strict individuală, precum în maghiară lungirea unor consoane pentru exprimarea intensității sentimentelor:
Tán ég a város? tán a föld alatt / Távol földrengés bús morajja reszket lit. „Poate arde orașul? poate sub pământ, / În depărtare tremură vuiet sumbru de cutremur” (Árpád Tóth) – morajja, cu epenteza lui [j], în loc de moraja „vuietul său”.
Epenteza nestandard nu apare de regulă în scris, în afară de cazurile când este intenționată.

## Sunete introduse prin epenteză
În general, epenteza constă în introducerea unui sunet: vocală, semivocală sau consoană, dar poate fi vorba și de un grup de sunete.
Epenteza unei vocale se mai numește și anaptixă. Exemple:
ro  tirifoi vs. trifoi;
fr  cancérogène „cancerigen”;
en  film [fɪləm] vs. [fɪlm];
sr  očevidan „evident” < oči „ochi” + vidan „vizibil”;
hu  barázda < BCMS brazda.
Exemple cu semivocala epentetică [j] există în mai multe limbi:
ro  mâine vs. regional mâne;
fr  crier [kʀiˈje] vs. [kʀiˈe] „a țipa”;
en  bag [bæjg] vs. [bæg] „geantă”;
ru  ария [arija] „arie” < it  aria;
hr  arija < it  aria;
hu  szép [seːjp] vs. [seːp] „frumos”.
Epenteza lui i [j] într-un cuvânt ca oichi vs. ochi se mai numește și anticipare. Primul i îl anticipă pe al doilea.
Exemple de epenteză consonantică sunt:
ro  sclănină vs. slănină;
fr  pleure-t-il ? „plânge el?”;
en  Thompson (nume de familie) < prenumele Thom + son „fiu”;
de  Tageslicht „lumină de zi”;
it , pt  inverno „iarnă” < la  hibernum;
ru  радио [ˈradʲɪvo] vs. [ˈradʲɪo] „radio”.
Un exemplu de epenteză a unui grup de sunete se găsește în unele cazuri în română, înaintea unui sufix diminutiv: frunzuliță.